# Meru (Mythologie)
Der Berg Meru (Sanskrit, m., मेरु, meru; chinesisch 須彌山 / 须弥山, Pinyin Xūmí shān, W.-G. Hsü-mi shan; hgl. 수미산, Sumisan; jap. 須弥山, Shumisen; viet. Tu di sơn, tib.: ri rab) bildet gemäß der hinduistischen, jainistischen und der buddhistischen Kosmogonie den Weltenberg im Zentrum des Universums.

## Mythos
Der unvorstellbar hohe Berg Sumeru, Wohnsitz von Göttern und Schutz-Gottheiten, erhebt sich im Mittelpunkt des Universums. Um ihn kreisen die Sonne und der Mond, die Sterne und die Planeten, die den Lauf von Tag und Nacht beeinflussen, das Kommen und Gehen der Jahreszeiten und damit letztlich das Wohlergehen der Menschen.
Nach alten thailändischen Texten erhebt sich der Berg Sumeru 84.000 Yojana über die Erdoberfläche, er reicht weitere 84.000 Yojana in die Tiefe. Er ist 84.000 Yojana dick und sein Umfang beträgt 252.000 Yojana.
Nach der hinduistischen Überlieferung ist der Meru von vier konzentrischen Ketten von Kontinenten umgeben. Gemäß der buddhistischen Kosmologie – wie z. B. in dem thailändischen Opus Traibhumikatha aus dem 14. Jahrhundert ausführlich dargelegt – umgeben ihn sieben konzentrische Bergketten, die nach außen hin immer niedriger werden. Jede Bergkette ist von der nächsten durch einen tiefen Ozean, den Sidantara-Ozean getrennt. Dies gesamte System wird nach außen hin von einer weiteren, unüberwindlichen Bergkette begrenzt, der Cakkavala-Bergkette („Eisen-Berge“). Jenseits der Eisen-Berge liegt das Nichts.
Zwischen den Eisen-Bergen und den sieben Bergketten, die den Berg Meru umgeben, in dem großen Salz-Ozean, liegen vier Kontinente: Im Osten liegt Pubbavideha, im Norden Uttarakuru, im Westen Aparagoyana und im Süden der Jambu-Kontinent (Sanskrit, m., जम्बुद्वीप, Jambudvīpa, Thai, ชมพูทวีป - Chomphuthawip). Im Norden dieses Kontinents, an den Hängen des Berges Meru, liegt der Wald Himavanta, Heimat vieler Fabeltiere. Jeder dieser Kontinente ist von 500 kleineren Inseln umgeben. Zwischen den vier großen Kontinenten liegen vier kleinere Kontinente, Yupara genannt. Dies ist das Land, in dem Garuda leben. Auf dem Jambu-Kontinent leben die Menschen.
Meru wird manchmal regional unterschiedlich verortet. So werden auch Berge in China, Japan und Bali mit Meru oder anderen heiligen Bergen des Buddhismus identifiziert. Mythologische Erklärungen dafür sind z. B. Umzüge von übernatürlichen Wesen, der Flug des Berges oder kosmologische Erläuterungen. Besonders in Südostasien zeigen symbolische Nachbauten den Mittelpunkt von Königreichen. Erkennbare symbolische Abbildungen sind Hindutempel und Stupas wie Angkor Wat, Borobudur und Prambanan.
Dem javanischen Mythos zufolge verlagerten die Götter den Meru von Indien in den Osten der Insel Java. Dort bildet der Vulkan Semeru mit seinem 3676 Meter hohen Gipfel Mahameru („großer Meru“) den höchsten Berg der Insel.

## Wandmalerei

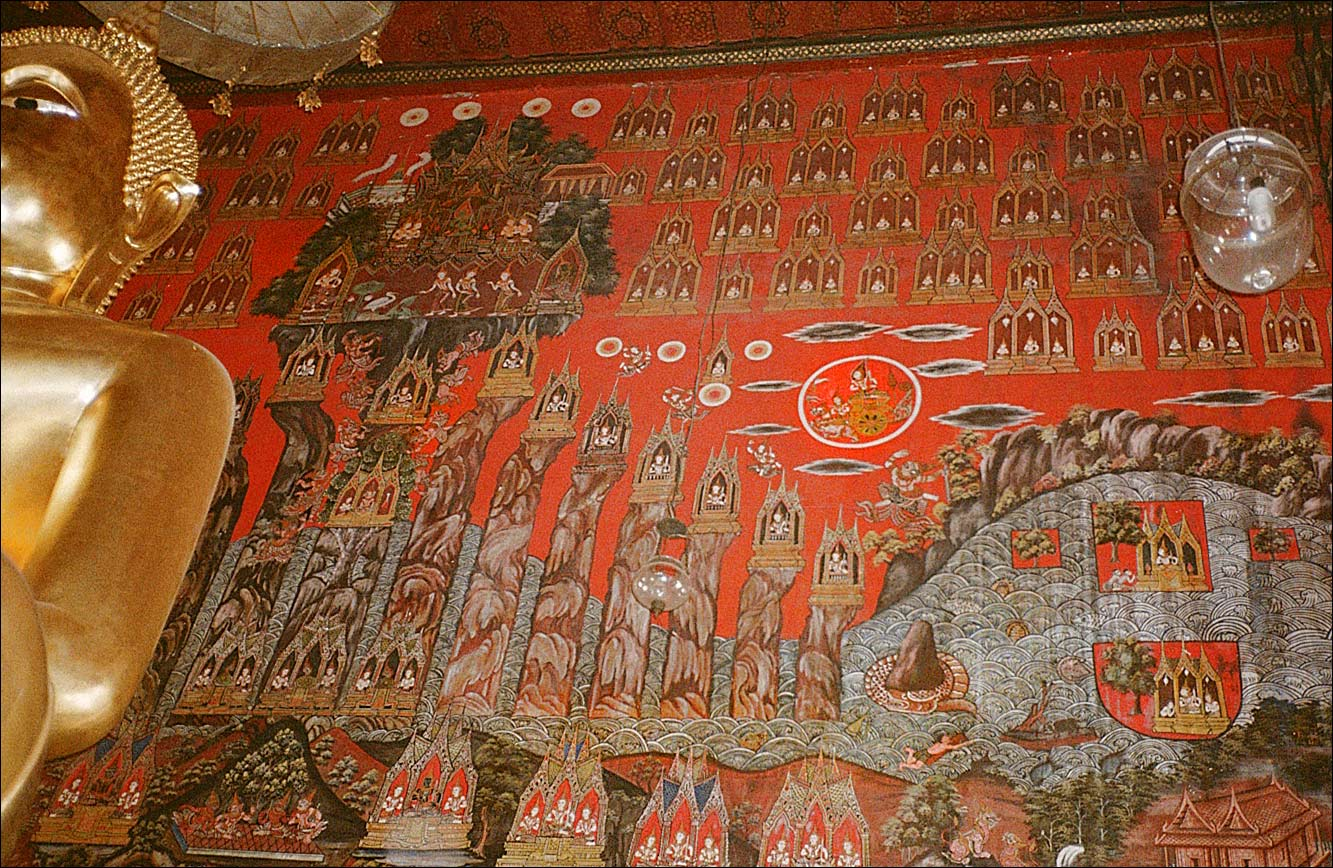
Wandmalerei Wat Sakhet, Bangkok

Das nebenstehende Bild zeigt die rechte Hälfte der Westwand im Bot des Wat Sakhet, Bangkok. Dargestellt ist hier direkt hinter der Haupt-Buddha-Statue sozusagen der Querschnitt durch den buddhistischen Kosmos. In der linken Bildhälfte ist der Berg Meru, ganz oben liegt Indras Palast. Die sieben Bergketten sind hier wie Säulen dargestellt, gekrönt vom Palast einer Gottheit. Rechts unten ist der Große Salzozean mit zwei der Kontinente zu sehen. Oben auf rotem Hintergrund schweben die Paläste der Devata. Der weiß umrundete Kreis in der Mitte rechts ist die Sonne, hier dargestellt als Sonnen-Wagen, der von mythischen Fabeltieren gezogen wird. Eine ähnliche Malerei ist auch in der Kapelle des Smaragd-Buddha (im Wat Phra Kaeo in Bangkok) zu sehen.